# El Paso (Spanyolország)
El Paso egy község Spanyolországban, Santa Cruz de Tenerife tartományban. El Paso Puntagorda, Los Llanos de Aridane, Fuencaliente de la Palma, Villa de Mazo, Breña Baja, Breña Alta, Santa Cruz de la Palma, Puntallana, San Andrés y Sauces, Barlovento, Garafía és Tijarafe községekkel határos. Lakosainak száma 8156 fő (2024).

## Népesség
A település népessége az elmúlt években az alábbi módon változott:
| Lakosok száma | 7358 | 7218 | 7514 | 7815 | 7874 | 7617 | 7464 | 7622 | 7901 | 8156 |
|               | 2001 | 2004 | 2007 | 2009 | 2012 | 2014 | 2017 | 2019 | 2022 | 2024 |